# Parket (vloerbedekking)

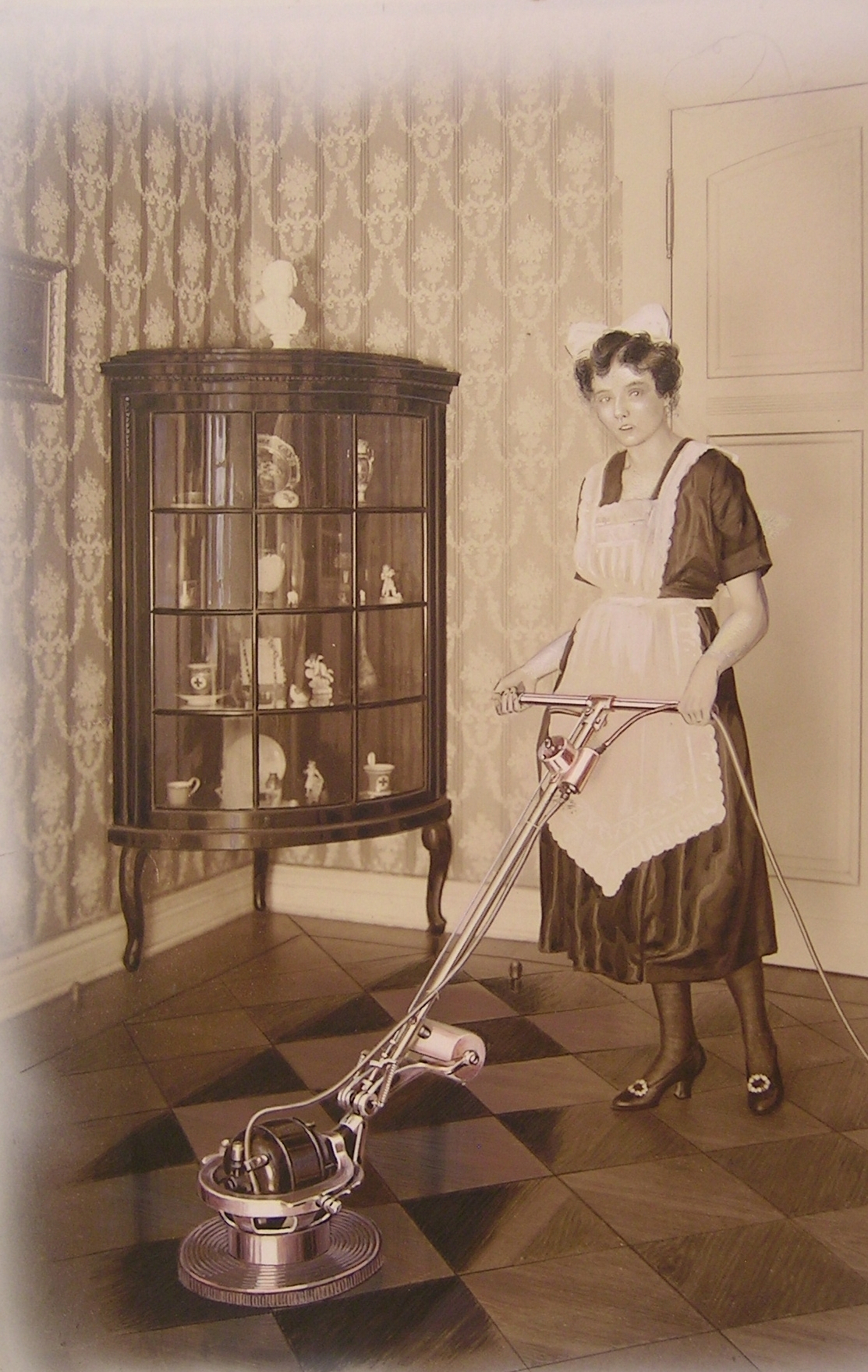
Een boenmachine uit 1912

Parket is een vloerbedekking die bestaat uit houten delen in verschillende formaten die in verschillende parketsystemen gelegd kunnen worden. De afwerking van parket kan gebeuren door het hout te lakken, in de was te zetten of te oliën.

## Massief parket
Massief parket bestaat uit houten planken die na het leggen geschuurd en daarna gelakt of geolied moeten worden. Massief parket is officieel minimaal 6 mm dik; tussen 6 en 10 mm worden de planken, in een lijmbed gelegd, doorheen de plank vernageld op een houten ondervloer. 
Dit dient echter niet geadverteerd te worden als een massief houten vloer maar duidelijk te worden beschreven als een massief houten parketvloer om misleiding te voorkomen. De dikkere varianten van 14 tot 22 mm kunnen ook blind vernageld worden. Er bestaan ook dunnere gespecialiseerde parketten met tand en groef die blind vernageld kunnen worden. De planken vanaf 20 mm dikte kunnen zelfdragend geplaatst worden, bijvoorbeeld op balken met een tussenafstand van 40 tot 50 cm. Het verlijmd plaatsen van massief parket op cementachtige ondergrond zonder houten tussenvloer wordt afgeraden.
Het geheel wordt in het werk opgeschuurd en afgewerkt wat een langere werftijd vereist.

## Lamelparket
Lamelparket bestaat uit samengestelde delen of planken die vanaf de fabriek onbehandeld, geolied of gelakt zijn. Hierdoor is veelal verdere afwerking na legging niet meer niet nodig. Er zijn veel verschillende uitvoeringen beschikbaar. Onderscheiden wordt handgeschraapt, geborsteld, gerookt, gebeitst in vele kleuren en kleureffecten.
Bij in de fabriek geoliede delen zijn in hoofdzaak twee soorten oliën te onderscheiden:
- Aan de lucht gedroogde olie heeft veelal een dunne olielaag die na installatie nogmaals dun in de olie moet worden gezet.
- Ultraviolet geoliede delen zijn met uv-licht gedroogd. De panelen zijn kant-en-klaar. Deze delen hebben veelal een hogere glans dan aan de lucht gedroogde panelen. Uv-olie is sterk verwant aan een laklaag.

Door de kruislings verlijmde lagen is de werking van lamelparket minimaal. Dit is een voordeel ten opzichte van massieve planken vloeren. Hout werkt altijd onder invloed van warmte en vocht, daarom  is het op peil houden van de relatieve luchtvochtigheid en temperatuur door klimaatbeheersing onontbeerlijk. De bewering dat lamelparket minder werkt dan massief hout is dan ook betrekkelijk. Bovendien is de kwaliteit van de verlijming van de verschillende lagen en de keuze van een goede onderlaag belangrijk.

## Maten

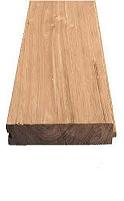
Strook parket voorzien van messing en groef

Strokenparket wordt geleverd in breedten van 5 t/m 9 cm, in de diktes van 6,3 mm t/m 22 mm en in verschillende lengtes, met messing en groef vanaf 10 mm dik. Vanaf een breedte 10 cm noemt men het plankdelen. In een dikte 6-9 mm zonder messing-en-groefverbinding wordt het tapisparket genoemd. Door vakkundig te drogen zijn in 9-10mm-parketten ook bredere en langere stabiel blijvende vloerdelen mogelijk.

## Lijmen en clicksysteem
De parketdelen zijn aan de vier zijkanten voorzien van messing en groef. Hier wordt lijm in aangebracht en dan worden de planken aan elkaar gelegd. Voor massieve vloeren is het beter om het volledig te verlijmen op de vloer zodat deze bij krimpen en uitzetten ten gevolge van temperatuur- en vochtigheidswisselingen vlak blijft.
Bij het zogenaamde click-systeem worden de stroken niet gelijmd, maar middels een messing-en-groefsysteem aan elkaar geklikt. De delen liggen plat op de vloer vrijwel naadloos aan elkaar, maar bij een verhuizing kan de vloer weer uit elkaar genomen worden om elders opnieuw te worden gebruikt. Click-systemen kunnen niet worden toegepast bij massief hout omdat de langsstructuur van het hout breekt, ze zijn enkel beschikbaar in lamelparket met een MDF-tussenlaag.

## Ondergrond
Als ondergrondmateriaal wordt gebruikt: spaanplaat vanaf 8 mm tot 16 mm harde persing (600), multiplex platen, OSB-platen, mozaïek onderparket, dampdichte folie, hardboard, schuim met een laagje aluminium (wordt op rol geleverd) of zachte (dempende) ondervloerplaten.

## Stroken parket
Dit parkettype bestaat uit 9-10-14-15-20-22 mm dikke hardhouten stroken, tot 30 cm breed in verschillende lengtes. Op balken kunnen deze vloeren worden gespijkerd in de rondom aangebrachte groeven.    
De geïnstalleerde stroken parket rusten doorgaans op een constructie van tengels of balken, maar kunnen met beperkingen in breedte ook zwevend op een cementdekvloer worden geïnstalleerd. Om de vloer te isoleren tegen koude uit de kruipruimte, maar ook om geluid overdracht te verminderen wordt veelal een vochtscherm en foamlaag tussen parket en ondervloer aangebracht.

## Visgraatparket
Frans eiken (of van andere houtsoorten) visgraatparket is leverbaar in verschillende maten. Om een visgraatvloer aan de zijkanten van de kamer af te werken, kan men kiezen uit stroken met wengé (of van andere houtsoorten) houten bies en daarachter sluitfriezen of een combinatie hiervan. In de regel worden deze 6 mm dikke vloeren op triplex- of spaanplaat gelijmd maar er bestaan ook vloeren die van dikker materiaal gemaakt zijn; deze kunnen eventueel in een rondom aangebrachte groef in de zijkant worden gelijmd of gespijkerd.

## Panelenparket
De eiken panelen worden afgewerkt met een slijtvaste olie. Deze vloeren werden vroeger vaak in luxe herenhuizen gelegd, maar ook tegenwoordig worden zij nog toegepast. De vooraf in de fabriek klaargemaakte parketpanelen van meestal 8,5 mm dik bestaan in allerlei patronen en maten. Aan de randen van de kamer worden deze vloeren in de regel afgewerkt met lange stroken, meestal voorzien van een bies van ebbenhout. Meestal wordt alles gelijmd op een vlakke triplex- of spaanplaat-ondervloer. Indien de panelen zijn voorzien van groeven in de zijkanten waarin bij legging dunne strookjes metaal of hout worden aangebracht, kunnen ongelijmde panelen worden geïnstalleerd die later weer gemakkelijk opneembaar zijn.